# 野々瀬古墳群
野々瀬古墳群（ののせこふんぐん）は、愛媛県今治市朝倉南にある古墳群。1基が愛媛県指定史跡に、1基が今治市指定史跡に指定されている。

## 概要
愛媛県北部、今治市南東部の笠松山の北西山麓に築造された古墳群である。愛媛県内では最大規模の群集墳といわれ、古くは『愛媛面影』に記述が見える。昭和初期には100基以上の古墳が認められたというが、その後の開墾に伴って破壊され、現在は七間塚古墳（古墳群中で最大規模）・五間塚古墳を始めとする20基程度が遺存する。現在残る古墳はいずれも円墳で、6世紀後半-7世紀前半頃の営造と推定される。
古墳群のうち、七間塚古墳は1950年（昭和25年）に愛媛県指定史跡に指定され、五間塚古墳は1973年（昭和48年）に今治市指定史跡に指定されている。

## 主な古墳

### 七間塚古墳
七間塚古墳（しちけんづかこふん、野々瀬1号墳、北緯33度59分36.28秒 東経133度1分55.02秒）は、野々瀬古墳群中で最大規模の古墳。
墳丘は削平を受けているため、元々の墳形は不明であるが、現在は直径18メートル・高さ約5メートル程度を遺存する。埋葬施設は両袖式の横穴式石室で、ほぼ完存する。石室規模は次の通り。
- 石室全長：10メートル
- 玄室：長さ5.2メートル、幅1.7-2.1メートル、高さ2.0メートル
- 羨道：幅1.4メートル

石材には花崗岩の巨石が使用される。石室内からの出土品は明らかでない。石室構造より、築造年代は7世紀初頭頃と推定される。

### 五間塚古墳
五間塚古墳（ごけんづかこふん、野々瀬12号墳、北緯33度59分29.94秒 東経133度1分51.23秒）は、円墳で、野々瀬古墳群中で2番目の規模の古墳。通称を「王塚」とも。1989年（平成元年）にトレンチ調査が実施されている。
墳形は円形で、直径15-16メートルを測る。埋葬施設は両袖式の横穴式石室。玄室は奥行約6メートル・最大幅約2.05メートル・高さ約2.6メートルを測る。石材には大型の花崗岩が使用され、玄室と羨門の間には立柱石（袖石）を構えて框石で区別するほか、玄室は羨門よりも1段低く構築される。この石室内の調査では装飾品（切子玉・管玉・土玉・耳環など）・鉄製品（鉄鏃・刀子・鉄鎌など）が検出されている。また周辺では人骨を残した石棺墓が認められており、本古墳の陪塚と推定される。石室構造・出土遺物より、築造年代は7世紀前半頃と推定される。

## 文化財

### 愛媛県指定文化財
- 史跡
  - 野々瀬の古墳（七間塚古墳） - 1950年（昭和25年）10月指定[3][4]。

### 今治市指定文化財
- 史跡
  - 五間塚古墳 - 1973年（昭和48年）10月15日指定[4]。